# Замок Сантакара

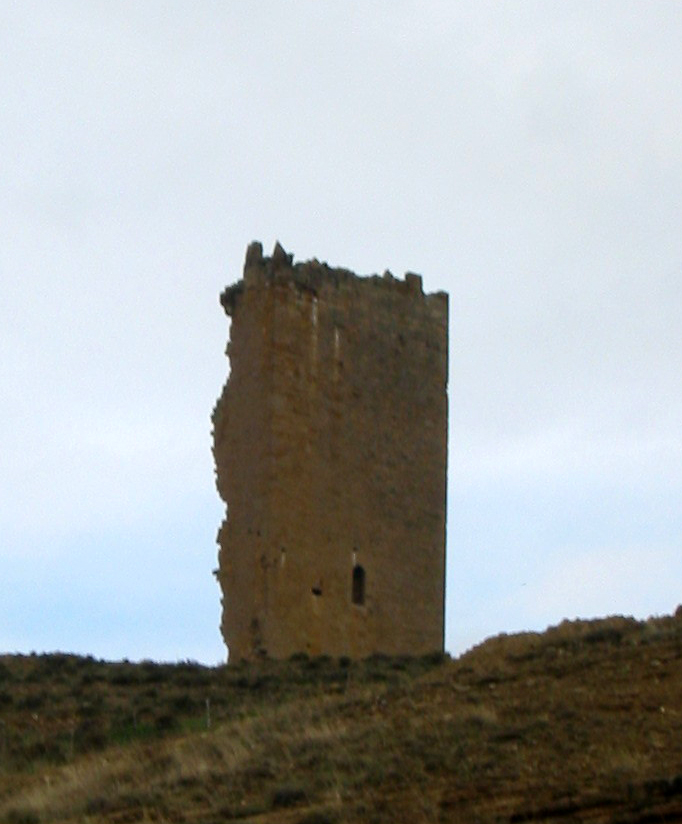
Руины замка Сантакара

Замок Сантакара (исп. Castillo de Santacara) находится на севере Испании в провинции Наварра.

## История
Замок был построен в XIII веке, но уже через два столетия был разрушен практически до основания. До нашего времени сохранилась лишь часть его башни, поэтому замок называют также Башня Сантакара (исп. La Torre de Santacara). Замок находится под опекой государства с 22 апреля 1949 года.